# بیل اینترنشنال
بیل اینترنشنال (انگلیسی: Belle International) شرکت پوشاک چینی است، که در سال ۱۹۹۱ تأسیس شد.